# 金特·勒尔克
金特·勒尔克（德語：Günter Lörke，1935年6月23日—），德国男子自行车运动员。他曾代表德国联队参加1960年夏季奥林匹克运动会自行车比赛，获得公路自行车男子团体计时赛银牌。